# Cavalle di Diomede

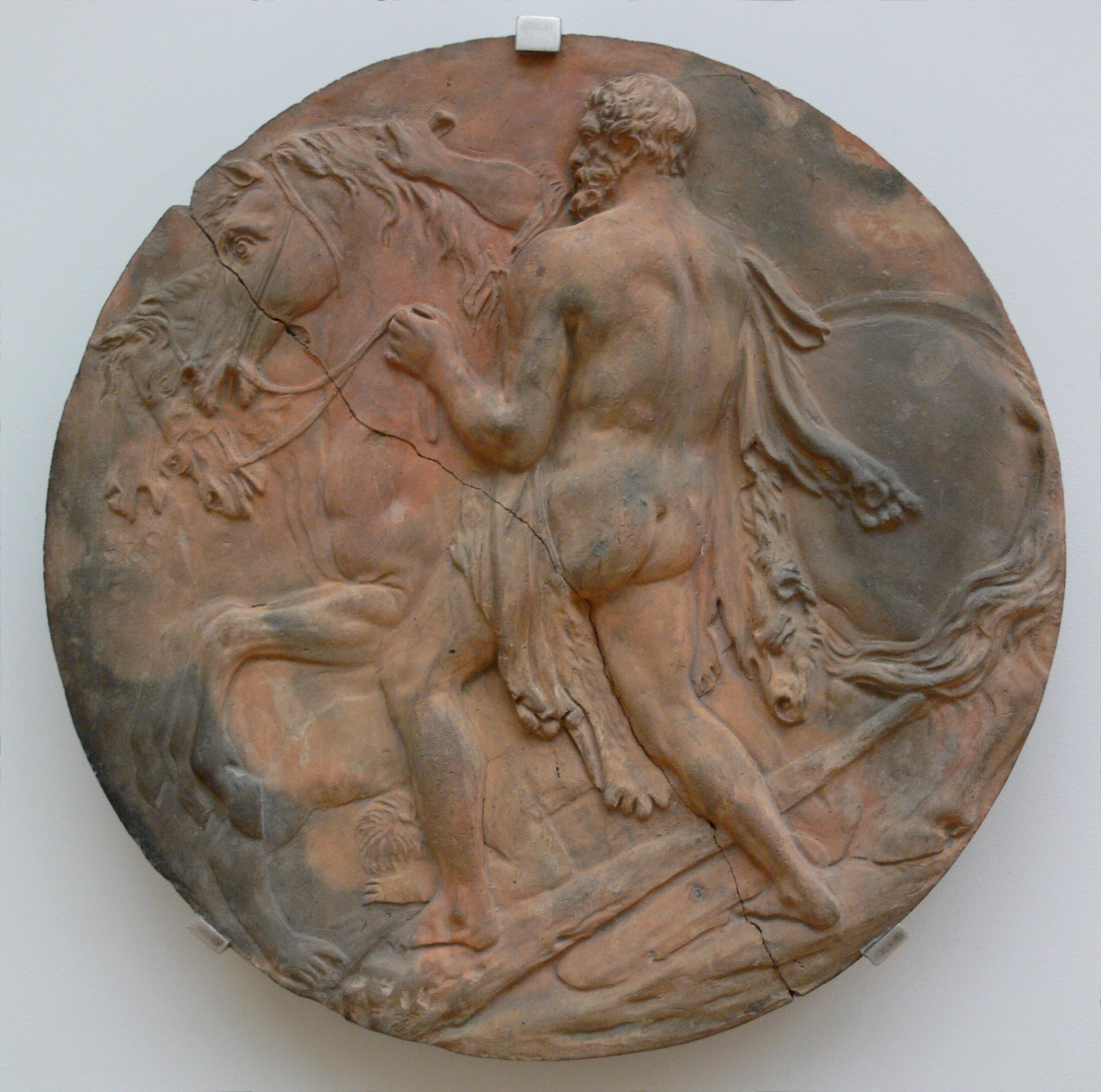
Eracle cattura le giumente di Diomede, in un rilievo di Johann Gottfried Schadow del 1790 (Berlino, Skulpturensammlung).

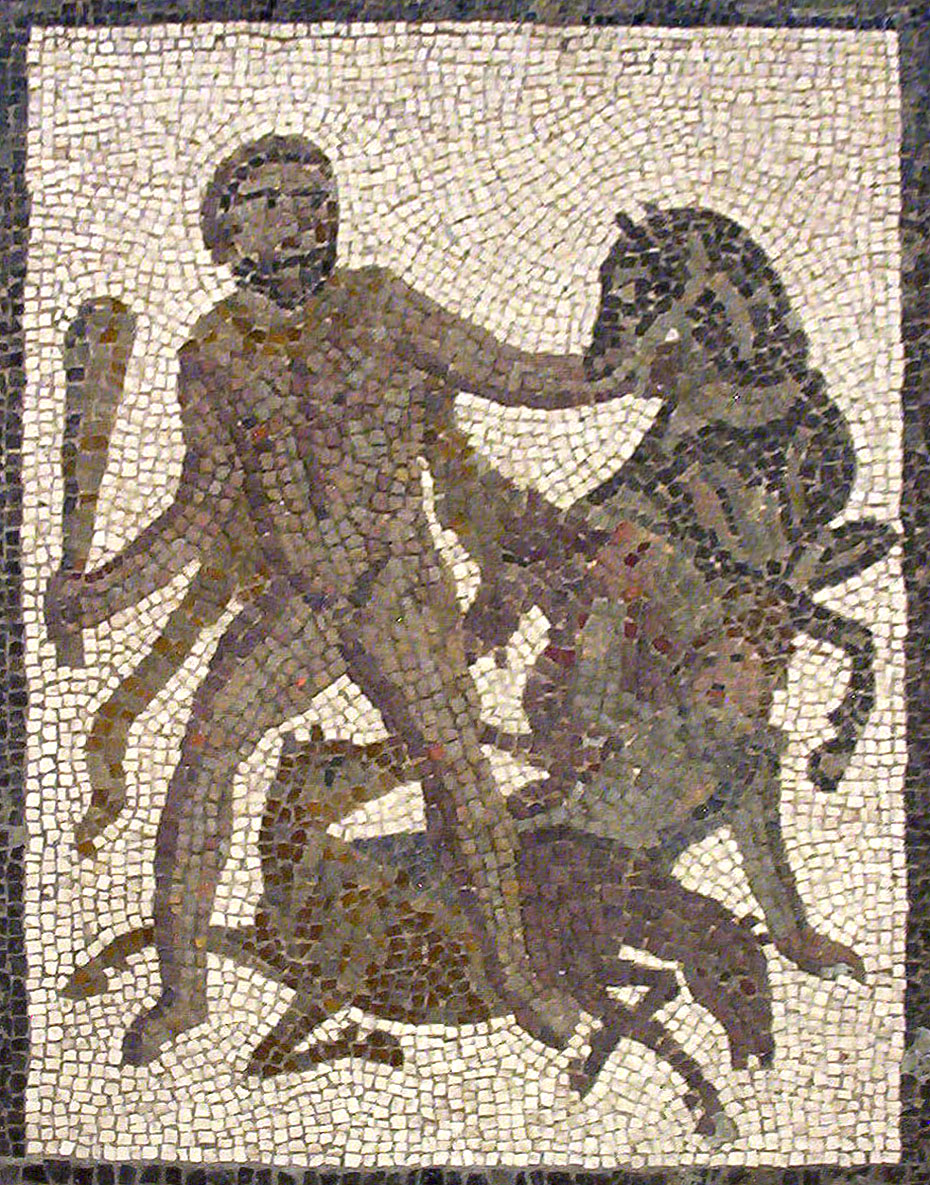
Eracle cattura le giumente di Diomede. Mosaico romano del sec. III d.C.

La cattura delle cavalle di Diomede fu l'ottava delle dodici fatiche di Eracle.

## Vicenda
Nella mitologia greca le "cavalle di Diomede" o "cavalle della Tracia" erano quattro feroci giumente che si nutrivano di carne umana. Bestie splendide e incontrollabili, appartenevano al gigante Diomede, re della Tracia, figlio di Ares e Cirene, che viveva sulle rive del Mar Nero. Si diceva che le giumente si nutrissero della carne dei soldati caduti in battaglia, e che quando non era in guerra Diomede avesse risolto il problema dando ogni giorno una grande festa nel suo palazzo per poi uccidere i suoi ospiti, dandoli in pasto ai feroci animali. La leggenda volle poi che Bucefalo, il cavallo di Alessandro Magno, fosse un discendente di tali cavalle.

## L'ottava fatica
Incaricato di rubare le giumente, Eracle portò con sé Abdero, uno dei suoi eromenoi, ed alcuni altri giovani. Essi riuscirono a rubare le cavalle e furono perciò inseguiti da Diomede e dai suoi uomini. Eracle non sapeva però della pericolosità delle cavalle, e quindi incaricò l'amico Abdero di sorvegliarle mentre lui uccideva Diomede; Abdero fu così divorato dalle giumente. Per vendetta, Eracle diede in pasto Diomede ai suoi stessi animali,  che poi si lasciarono domare. In memoria del ragazzo fondò poi la città di Abdera sul sito della sua tomba. Una volta a Micene, Eracle lasciò le cavalle a Euristeo che le liberò sul monte Olimpo.